# フレデリック・ウィリアム・エルウェル

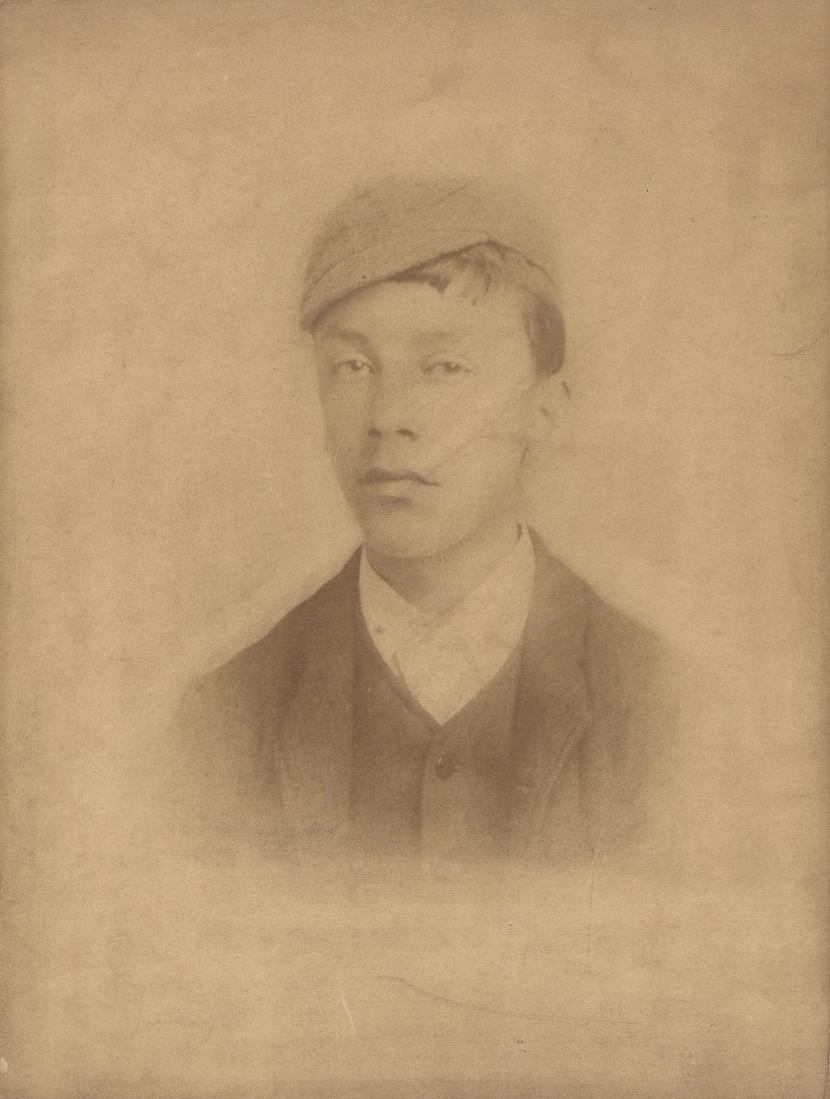
フレデリック・ウィリアム・エルウェル(1885年)

フレデリック・ウィリアム・エルウェル(英語:Frederick William Elwell、1870年6月29日 - 1958年2月3日)は、イギリスの画家。  肖像画やインテリア、具象などを描いた。1932年にはジョージ5世の肖像画を描き、また、サロン・ド・パリやロイヤル・アカデミー・オブ・アーツに出品し、1938年にはロイヤル・アカデミー・オブ・アーツの会員となった。

## 経歴
イースト・ライティング・オブ・ヨークシャーのビバリーに木彫家のジェームズ。エドワード・エルウェルの息子として生まれた。リンカーン・スクール・オブ・アート、アントワープのロイヤル・アカデミー、パリのアカデミー・ジュリアンで学び、1894年にパリ・サロン、1895年にロイヤル・アカデミーに初出品した。1931年には王立肖像画家協会に選出され、1938年にはロイヤル・アカデミーの会員に選ばれた。また、王立油絵画家協会の会員でもあった。1938年にはロイヤル・アカデミー会員に選出され、王立油絵協会の会員でもあった。1936年のロイヤル・アカデミー展を評した『タイムズ』紙は、彼の作品『The Lying-in-State, Westminster Hall』（1936年）を、故ジョージ5世の埋葬に立ち会った人々の感情をうまく表現していると好意的に評価しているが、それから22年後の同紙は、彼の作品を「魅力的」というよりも「説得力がある」と評し、彼を「とりわけ家庭的な画家」としている。彼の作品を購入したのは、Chantrey Bequest（チャントレイ遺贈）、City of Hull（ハル市）、Walker Art Gallery（リバプール）などであった。
1858年2月3日、88歳で亡くなった。

## 私生活
エルウェルは、6人兄弟の末っ子だった。父親のジェームス・エルウェルは、家具職人であり木彫家であり、ビバリーの市長を2度務めた。1914年には、エルウェルの友人であるオイル・ブローカーのジョージ・アルフレッド・ホームズ（1913年8月5日没）の未亡人で、風景画やインテリアの画家であるメアリー・ドーソン・ビショップ（1874-1952）と結婚した。二人は長年、ビバリー・バーに住んでいた。メアリーの安定した経済的地位のおかげで、フレッドは海外旅行や大陸の風景画を描くことができた。フレッドはビヴァリーのフリーマンとなり、ここで多くの作品を作曲した。また、趣味としてガーデニングを楽しんでいた。
エルウェルは500点以上の絵画を制作し、亡くなる直前まで制作を続けた。

## 画
•	The Last Purchase •	The Beverley Arms Kitchen (1919) •	The Old Library, Castle Ashby (1927) •	The Earl and Countess of Strathmore and Kinghorne in their Drawing-room at Glamis (1932) •	Portrait of King George V (1932) •	Man with a Pint (1933) •	The Lying-in-State, Westminster Hall (1936) •	The First Born (1913)

## 関連リンク
- 180点掲載しているフレデリック・ウィリアム・エルウェルの絵画作品 - Art UK
- Frederick William Elwell biographic entry at the Tate Collection
- Frederick William Elwell Academician entry at the Royal Academy
- Elwell Family Page at the Beverley Art Gallery
- Fred Elwell RA: A Life in Art